# Ornithocheiridae
Los ornitoquéiridos (Ornithocheiridae) son un grupo de pterosaurios dentro del suborden Pterodactyloidea. Fue nombrado en 1870 por Harry Seeley Govier de manera implicíta formando una familia Ornithocheiridae para el género recién nombrado Ornithocheirus del Cretácico. En 1891 se utilizó el nombre propiamente. Algunas fuentes citan que el primer uso fue realizado por Alfred Zittel en 1902.
Con el tiempo, muchos género fueron asignados a la familia y también fueron retirados. De acuerdo con algunos análisis recientes, los Anhangueridae de la formación Santana en el Cretácico inferior de Brasil pertenecen a la misma familia, siendo la subfamilia Anhanguerinae, en otros no. Esta incertidumbre hace que sea posible que el grupo sea monoespecífico (compuesto de una sola especie) lo que haría al término superfluo.

## Clasificación
Lista de géneros según Unwin (2006), excepto cuando se indique lo contrario.
- Familia Ornithocheiridae
  - Aetodactylus[2]
  - Anhanguera
  - Arthurdactylus
  - Barbosania
  - Brasileodactylus
  - Caulkicephalus
  -  ?Cearadactylus
  - Coloborhynchus
  - Ferrodraco[3]
  - Haopterus
  - Liaoningopterus
  - Liaoxipterus
  - Ludodactylus
  - Ornithocheirus (Género tipo)
  - Piksi[4]
  -  ?Siroccopteryx[5]
  -  ?Uktenadactylus[5]